# Udovice
Udovice (en serbe cyrillique : Удовице) est une localité de Serbie située sur le territoire de la Ville de Smederevo, district de Podunavlje. Au recensement de 2011, elle comptait 1 714 habitants.
Udovice est officiellement classé parmi les villages de Serbie.

## Démographie

### Évolution historique de la population
| 1948  | 1953  | 1961  | 1971  | 1981  | 1991  | 2002  | 2011  |
| ----- | ----- | ----- | ----- | ----- | ----- | ----- | ----- |
| 1 662 | 1 750 | 1 853 | 1 909 | 1 966 | 1 960 | 2 018 | 1 714 |

|  |